# Юмор висельника
Юмор висельника, или висельный юмор, — юмор о крайне неприятных, серьёзных или трагических обстоятельствах. Любой юмор, который имеет дело с серьёзными вещами, такими как смерть, война, болезнь, преступление, в лёгкой, дурашливой или сатирической манере, считается юмором висельника. Он описывается как удачная острота в ответ на безнадёжную ситуацию. Возникает при стрессовых, травмирующих или угрожающих жизни ситуациях, зачастую в обстоятельствах, когда смерть воспринимается неизбежной.

## Природа и функция
Зигмунд Фрейд в своем эссе 1927 г. «Юмор» (Der Humor) выдвигает следующую теорию юмора висельника: «Эго отказывается мучиться из-за реальности, чтобы позволить себе быть вынужденным страдать. Оно настаивает, что травматические эпизоды внешнего мира не могут повлиять на него; оно показывает, фактически, что такие травмы не более, чем возможности достичь удовольствия». Эту концепцию развивали дальше и некоторые другие социологи. В то же время Пол Льюис предупреждает, что этот «облегчающий» аспект висельных шуток зависит от контекста: шутит ли сам «приговоренный» или кто-то иной.
Социальный эффект юмора висельника в том, что он поднимает дух притесняемого и понижает дух притеснителя. По словам Уайли Сайфера, «если мы способны смеяться над злом и ошибками, значит, мы их преодолели».
Юмор висельника — естественный человеческий инстинкт, его примеры можно найти еще в Античности. Он широко использовался в Центральной Европе, откуда был перенесен в США как часть еврейского юмора. В немецком языке есть схожий термин Galgenhumor, во французском — rire jaune, во фламандском — groen lachen (дословно — «зелёный смех»).
Итальянский юморист Даниэле Лутацци рассматривал юмор висельника, уделяя особое внимание специфическому виду смеха, который он вызывает (risata verde или groen lachen), и говорил, что такой смех чаще всего вызывает гротескная сатира, в противоположность иронической сатире. Этот жанр был чрезвычайно распространен в кабаре Веймарской республики, и, согласно Лутацци, основными его мастерами были Карл Валентин и Карл Краус.

## Примеры
Имеется много записанных примеров юмористических последних слов перед смертью или в суде. Например, Оскар Уайльд перед смертью нуждался и жил в дешёвом пансионе. Есть разночтения относительно точной цитаты, но относительно признанными его последними словами были: «Или эти обои, или я».
Примеры последних слов осуждённых:
- Один из первых осуждённых, сосланных Британской империей в Австралию, взявший себе кличку Черный Цезарь (в честь известного пирата), сбежал с каторги в 1789 г. и жил в глуши как бушрейнджер. Он жил на то, что грабил с помощью украденного пистолета садовые участки. Когда его в конце концов поймали, по словам лейтенант-губернатора Дэвида Коллинза, он был «так безразличен к встрече со смертью, что в тюрьме заявил, что если его повесят, то перед тем, как скончаться, он бы рассмеялся, сыграв шутку над палачом».[18]
- Когда Томас Мор взбирался на шаткий эшафот, где его должны были казнить, он сказал палачу: «Молю вас, мистер лейтенант, смотрите, чтоб вверх я дошел спокойно; а уж вниз позвольте мне самому».
- На своей казни серийный убийца Уильям Палмер посмотрел на люк своей виселицы и спросил палача: «Вы уверены, что это безопасно?»[19]
- Уолтер Рэли был обезглавлен 29 октября 1618 г. на Старом дворе у Вестминстерского дворца. «Пора уходить», — сказал Рэли своему палачу. — «В сей миг меня настигла лихорадка. Я не позволю своим врагам думать, что я трепещу перед лицом смерти». Ему позволили осмотреть топор, которым его обезглавят, после чего он пошутил: «Это лекарство — снадобье острое! Но лечит от всех болезней!». Согласно многим биографам (например, Рэли Трэвелин в «Сэре Уолтер Рэли», 2002) — последними словами Рэли были: «Секи, солдат, секи!», которые он выкрикнул, уже подставив голову под топор.
- Когда Рональда Рейгана везли в палату после покушения Джона Хинкли, он спросил у врачей: «Надеюсь, вы все добрые республиканцы?»

Наполнена юмором висельника и военная жизнь, поскольку солдаты часто, особенно в военное время, живут в постоянной опасности быть убитыми. Например:
- Японский бомбардировщик Мицубиси G4M (イッシキリッコウ) у японских летчиков назывался «Хамаки» (葉巻 или はまき, что означает сигара) не только из-за сигарообразной формы фюзеляжа, но и из-за того, что при поражении имел склонность быстро воспламеняться. Американцы называли его «летающим Зиппо» — по слогану производителя зажигалок: «Гарантированный огонь с первого удара каждый раз».
- По аналогичной причине британцы прозвали танк М4 Шерман также зажигалкой, «Ронсоном», слоган которой был «каждый раз загорается с первого раза!»
- Пока выжившие члены экипажа HMS Sheffield, затонувшего в 1982 году в Фолклендской войне, ожидали спасения, они, как сообщалось, не теряли времени даром и пели песню Монти Пайтона «Always Look on the Bright Side of Life» из фильма «Житие Брайана по Монти Пайтону».
- Советские лётчики во время Второй мировой войны шутили, что истинный смысл названия самолета ЛаГГ-3 — Лакированный Гарантированный Гроб.(вопреки распространённому мнению во время войны это прозвище не употреблялось и появилось лишь после выхода книги, посвящённой деятельности С. А. Лавочкина)[20]
- Ночью во время Ютландского сражения (31 мая — 1 июня 1916) эсминец HMS Tipperary был потоплен немецким дредноутом SMS Westfalen; спаслось только 13 членов экипажа из 197. В темноте выживших обнаружили по громкому исполнению песни «Путь далекий до Типперери». Спасатели Королевского флота говорили: «Мы не сомневались, что это вы».
- Во время Зимней войны Советский Союз бомбил Хельсинки, и после того, как СССР заявил, что на самом деле сбрасывал «голодающему народу Хельсинки» продовольствие, финны окрестили советские кассетные бомбы РРАБ-3 «хлебными корзинами Молотова», а малогабаритные авиабомбы — «хлебницами Молотова». В ответ финны стали называть свои бутылки с зажигательной смесью коктейлями Молотова, как «напиток к этой еде».
- Во время Второй мировой войны советские воины окрестили 45 мм противотанковую пушку M1937 (53-К) «Прощай, Родина!», поскольку она не могла уничтожать многие немецкие танки, а значит, её расчёт был практически беззащитен против них.

## В культуре
- В заключительной сцене фильма «Житие Брайана по Монти Пайтону» группа распятых преступников радостно поет «Always Look on the Bright Side of Life»
- В научно-фантастическом романе Стивена Кинга «Томминокеры» (1987 г.) главный герой размышляет над шуткой, которую он «когда-то слышал». Одного человека готовятся казнить, и глава расстрельной команды предлагает ему сигарету. Тот отвечает: «Нет, спасибо, пытаюсь бросить».
- В «Ромео и Джульетте» Шекспира, акт 3, сцена 1 (перевод А. Григорьева):

Ромео. Друг, ободрись! Не глубока ведь рана.
Меркуцио. Да, конечно: помельче колодца и поуже церковных дверей, но с меня и её будет… Понаведайся ко мне завтра, каким я буду лежать степенным господином.